# Microscopio digital

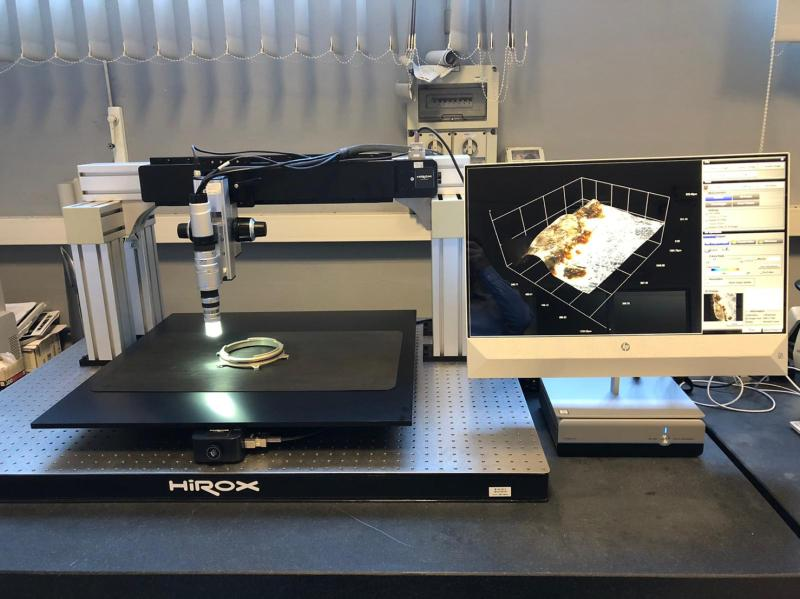
Stativogrande

El microscopio digital se caracteriza por estar equipado con una cámara digital que permite capturar imágenes de la muestra. Estas imágenes pueden ser visualizadas en tiempo real en una pantalla incorporada en el microscopio o transmitidas a un ordenador. 

En el microscopio digital, la cámara está situada en el lugar del ocular. Esto significa que en general los microscopios digitales no permiten observar la muestra con los ojos. Una excepción son los microscopios trinoculares, estos están equipados con dos oculares para observar la muestra con los ojos y un tercer ocular donde se coloca una cámara digital.
- Datos: Q5276114
- Multimedia: Digital microscopes / Q5276114

## Historia
Uno de los primeros microscopios digitales fue fabricado por una empresa de Tokio , Japón , en 1986, que ahora se conoce como Hirox Co. LTD .  Incluía una caja de control y una lente conectada a una computadora. La conexión original a la computadora era analógica a través de una conexión de S-video. Con el tiempo, esa conexión se cambió a Firewire 800para manejar una gran cantidad de información digital proveniente de la cámara digital. Alrededor de 2005 introdujeron unidades avanzadas todo en uno que no requerían una computadora, pero tenían el monitor y la computadora incorporados. Luego, a fines de 2015, lanzaron un sistema que una vez más tenía la computadora separada, pero conectada a la computadora por USB 3.0, aprovechando la velocidad y longevidad de la conexión USB. Este sistema también era mucho más compacto que los modelos anteriores con una reducción en la cantidad de cables y tamaño físico de la unidad en sí.
La invención del puerto USB dio como resultado una multitud de microscopios USB que varían en calidad y aumento. Siguen bajando de precio, especialmente en comparación con los microscopios ópticos tradicionales. Ofrecen imágenes de alta resolución que normalmente se graban directamente en una computadora y que también utilizan la energía de la computadora para su fuente de luz LED incorporada. La resolución está directamente relacionada con la cantidad de megapíxeles disponibles en un modelo específico, desde 1.3 MP, 2 MP, 5 MP en adelante.

## Microscopios estéreo y digitales
Una diferencia principal entre un microscopio estereoscópico y un microscopio digital es la ampliación. Con un microscopio estereoscópico, el aumento se determina multiplicando el aumento del ocular por el aumento del objetivo. Dado que el microscopio digital no tiene un ocular, el aumento no se puede encontrar con este método. En cambio, el aumento para un microscopio digital se determinó originalmente por la cantidad de veces más grande que se reprodujo la muestra en un monitor de 15 ”. Si bien los tamaños de los monitores han cambiado, el tamaño físico del chip de la cámara utilizado no lo ha hecho. Como resultado, los números de aumento y el campo de visión siguen siendo los mismos que en la definición original, independientemente del tamaño del monitor utilizado. La diferencia promedio de aumento entre un microscopio óptico y un microscopio digital es de aproximadamente el 40%. Por tanto, el número de aumento de un microscopio estereoscópico suele ser un 40% menor que el número de aumento de un microscopio digital.
Dado que el microscopio digital tiene la imagen proyectada directamente en la cámara CCD, es posible tener imágenes grabadas de mayor calidad que con un microscopio estereoscópico. Con el microscopio estereoscópico, las lentes están hechas para la óptica del ojo. La conexión de una cámara CCD a un microscopio estereoscópico dará como resultado una imagen que tiene compromisos para el ocular. Aunque la imagen del monitor y la imagen grabada pueden ser de mayor calidad con el microscopio digital, la aplicación del microscopio puede determinar qué microscopio se prefiere.

## Ocular digital para microscopios
Ocular digital para microscopios El software contiene una amplia gama de accesorios opcionales que ofrece múltiples usos, como observación de contraste de fase, observación de campo brillante y oscuro, microfotografía, procesamiento de imágenes, determinación del tamaño de partícula en µm, informe patológico y administrador de pacientes, microfotografía, grabación de video de etiquetado, etc.

## Resolución
Con un CCD típico de 2 megapíxeles, se genera una imagen de 1600 × 1200 píxeles. La resolución de la imagen depende del campo de visión del objetivo utilizado con la cámara. La resolución aproximada de píxeles se puede determinar dividiendo el campo de visión horizontal (FOV) por 1600.
Se puede lograr una mayor resolución creando una imagen de subpíxeles. El método de desplazamiento de píxeles utiliza un actuador para mover físicamente el CCD a fin de tomar varias imágenes superpuestas. Al combinar las imágenes dentro del microscopio, se puede generar una resolución de subpíxeles. Este método proporciona información de subpíxeles, el promedio de una imagen estándar también es un método probado para proporcionar información de subpíxeles.

## Medición 2D
La mayoría de los sistemas de microscopios digitales de alta gama tienen la capacidad de medir muestras en 2D. Las mediciones se realizan en pantalla midiendo la distancia de píxel a píxel. Esto permite medidas de largo, ancho, diagonal y círculo, así como mucho más. Algunos sistemas incluso son capaces de contar partículas.

## Medición 3D
La medición 3D se logra con un microscopio digital mediante el apilamiento de imágenes. Con un motor paso a paso, el sistema toma imágenes desde el plano focal más bajo en el campo de visión hasta el plano focal más alto. Luego, reconstruye estas imágenes en un modelo 3D basado en el contraste para dar una imagen en color 3D de la muestra. A partir de estos modelos 3D se pueden realizar mediciones, pero su precisión se basa en el motor paso a paso y la profundidad de campo de la lente.

## Microscopios USB
Artículo principal: microscopio USB
Los microscopios digitales van desde unidades económicas que cuestan quizás desde 20 dólares, que se conectan a una computadora a través de un conector USB, hasta unidades que cuestan decenas de miles de dólares. Estos sistemas de microscopios digitales avanzados suelen ser autónomos y no requieren una computadora.
Algunos de los microscopios más económicos que se conectan a través de USB no tienen soporte o un soporte simple con juntas de sujeción . Básicamente, son cámaras web muy simples con lentes y sensores pequeños, y pueden usarse para ver sujetos que no están muy cerca del lente, dispuestos mecánicamente para permitir el enfoque a distancias muy cercanas. Se suele afirmar que la ampliación es ajustable por el usuario de 10 × a 200-400 ×
Los dispositivos que se conectan a una computadora requieren software para funcionar. La operación básica incluye ver la imagen del microscopio y grabar "instantáneas". La funcionalidad más avanzada, posible incluso con dispositivos más simples, incluye la grabación de imágenes en movimiento, fotografías en intervalos, medición, mejora de imágenes, anotaciones, etc. Muchas de las unidades más simples que se conectan a una computadora utilizan las instalaciones del sistema operativo estándar y no requieren dispositivo -controladores específicos. Una consecuencia de esto es que muchos paquetes de software de microscopios diferentes se pueden usar indistintamente con diferentes microscopios, aunque es posible que dicho software no admita características exclusivas de los dispositivos más avanzados. El funcionamiento básico puede ser posible con el software incluido como parte de los sistemas operativos de la computadora , en Windows XP, las imágenes de microscopios que no requieren controladores especiales se pueden ver y grabar desde "Escáneres y cámaras" en el Panel de control.
Las unidades de microscopio digital más avanzadas tienen soportes que sostienen el microscopio y permiten que se mueva hacia arriba y hacia abajo, de manera similar a los microscopios ópticos estándar. El movimiento calibrado en las tres dimensiones está disponible mediante el uso de un motor paso a paso y una etapa automatizada. La resolución, la calidad de imagen y el rango dinámico varían con el precio. Los sistemas con un número menor de píxeles tienen una mayor velocidad de fotogramas (30 fps a 100 fps) y un procesamiento más rápido. El procesamiento más rápido se puede ver cuando se utilizan funciones como HDR ( alto rango dinámico). Además de los microscopios de uso general, se fabrican instrumentos especializados para aplicaciones específicas. Estas unidades pueden tener un rango de aumento de hasta 0-10,000x, son sistemas todo en uno (computadora incorporada) o se conectan a una computadora de escritorio. También se diferencian de los microscopios USB más baratos no solo en la calidad de la imagen, sino también en la capacidad y la calidad de la construcción del sistema, lo que le da a este tipo de sistemas una vida útil más larga.